# هندسة تصنيع
هندسة التصنيع هو فرع من فروع الهندسة المهنية. تتطلب هندسة التصنيع القدرة على التخطيط لممارسات التصنيع؛ للبحث وتطوير الأدوات والعمليات والآلات والمعدات، ودمج المرافق والأنظمة لإنتاج منتجات ذات جودة مع الإنفاق الأمثل لرأس المال. التركيز الأساسي لمهندس التصنيع أو الإنتاج هو تحويل المواد الخام إلى منتج محدث أو منتج جديد بأكثر الطرق فعالية وكفاءة واقتصادًا.

## نظرة عامة
تستند هندسة التصنيع على مهارات الهندسة الصناعية والهندسة الميكانيكية الأساسية، وهي تضيف عناصر هامة من الميكاترونيك والتجارة والاقتصاد وإدارة الأعمال. كما يتناول هذا الحقل تكامل مختلف المنشآت والأنظمة لإنتاج منتجات ذات جودة (مع الإنفاق الأمثل) من خلال تطبيق مبادئ الفيزياء ونتائج دراسات نظم التصنيع، مثل ما يلي:
- حرفة أو نقابة
- وضع نظام التدريجي
- نظام المصنع البريطاني
- النظام الأمريكي للتصنيع
- الجماعية السوفيتية في التصنيع
- الإنتاج بكثافة الإنتاج بكميات ضخمة
- صناعة الحاسب المتكاملة
- تقنيات بمساعدة الكمبيوتر في التصنيع
- فقط في وقت التصنيع
- صناعة هزيلة
- تصنيع مرن
- التخصيص الشامل
- تصنيع رشيق
- التصنيع السريع
- الصناعة المسبقة
- ملكية
- تلفيق

يقوم مهندسو التصنيع بتطوير وإنشاء الأدوات المادية وعمليات الإنتاج والتكنولوجيا. وهي منطقة واسعة للغاية تشمل تصميم وتطوير المنتجات. تعتبر الهندسة التصنيعية من المجالات الفرعية للهندسة / هندسة الأنظمة الصناعية ولديها تداخل قوي جدًا مع الهندسة الميكانيكية. يؤثر نجاح أو فشل مهندسي التصنيع بشكل مباشر على تقدم التكنولوجيا وانتشار الابتكار. هذا المجال من هندسة التصنيع انبثق من الأدوات والموروثات في أوائل القرن العشرين. توسعت بشكل كبير من الستينات عندما أدخلت البلدان الصناعية المصانع مع:
1. أدوات آلة التحكم العددي وأنظمة الإنتاج الآلي
2. طرق إحصائية متطورة لمراقبة الجودة: هذه المصانع كانت رائدة من قبل المهندس الكهربائي الأمريكي وليام إدواردز ديمنج، الذي تم تجاهله في البداية من قبل بلده الأصلي. نفس الأساليب لمراقبة الجودة تحولت لاحقاً إلى مصانع يابانية إلى قادة عالميين في مجال فعالية التكلفة وجودة الإنتاج.
3. الروبوتات الصناعية في أرضية المصنع، التي تم تقديمها في أواخر السبعينيات: يمكن لأسلحة اللحام هذه أن تقوم بأداء مهام بسيطة مثل إرفاق باب السيارة بسرعة وبلا عيب على مدار 24 ساعة في اليوم. هذا خفض التكاليف وتحسين سرعة الإنتاج

## هندسة التصنيع  تساعد أيضا في
- التصميم المفاهيمي لعملية التصنيع.

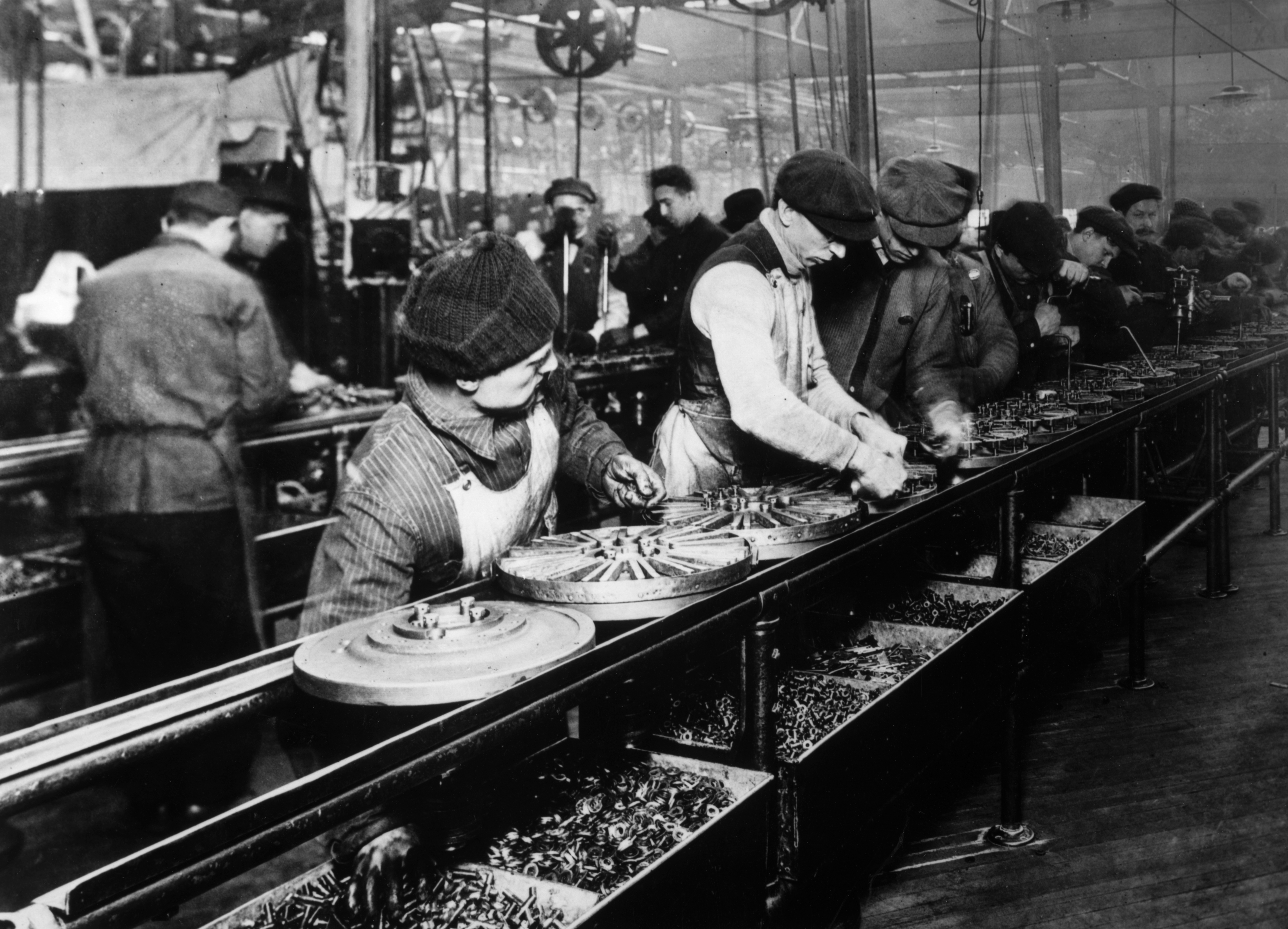

- تحليل المنتج وتصميم طريقة لإنتاج هذا المنتج بكفاءة
- تركيب معدات جديدة
- إدارة الإنتاج بما في ذلك إدارة أهداف الإنتاج ومراقبة المخزون
- التحسين المستمر والتخلص من النفايات من خلال التحليل المستمر وتحديد أوجه القصور داخل النظام
- الإشراف العام ورصد الآلات - بما في ذلك تنسيق المشروع للصيانة والترقيات والإصلاح عند الحاجة
- العمل مع موظفي التصنيع للتدريب على المعدات الجديدة أو عمليات توقيت التشغيل
- المساعدة في استكشاف المشاكل وإصلاحها داخل التصنيع
- قد يكون  لديه مسؤوليات في وضع الميزانية

ولكي يكون مهندسا رائدا في مجال التصنيع، من المهم أيضا مواكبة أحدث التقنيات والتحسينات في هذا المجال. 

## تاريخ
يمكن تتبع تاريخ هندسة التصنيع إلى المصانع في منتصف القرن التاسع عشر بالولايات المتحدة الأمريكية والمملكة المتحدة في القرن الثامن عشر. على الرغم من إنشاء مواقع كبيرة للإنتاج المنزلي وورش عمل في الصين وروما القديمة والشرق الأوسط، فإن أرسنال فينيسيا توفر أحد الأمثلة الأولى لمصنع بالمعنى الحديث للكلمة. تأسس هذا المصنع للسفن في عام 1104 في جمهورية البندقية قبل عدة مئات من السنين قبل الثورة الصناعية، على نطاق واسع على خطوط التجميع باستخدام الأجزاء المصنعة. على ما يبدو أن فينل ارسنال أنتج ما يقرب من سفينة واحدة كل يوم، وفي أوجها، وظف 16000 شخص.
يعتبر العديد من المؤرخين أن مصنع سوهو ماثيو بولتون (الذي أنشئ في عام 1761 في برمنغهام) هو أول مصنع حديث. يمكن تقديم مطالبات مماثلة لمطحن الحرير جون لومب في ديربي (1721)، أو ريتشارد آركرايت في كرومفورد ميل (1771). تم تصميم Cromford Mill خصيصًا لاستيعاب المعدات التي يحتفظ بها ولأخذ المواد من خلال عمليات التصنيع المختلفة.
يعتقد أحد المؤرخين، جاك ويذرفورد، أن المصنع الأول كان في بوتوسي. استفاد مصنع بوتوسي من الفضة الغزيرة التي تم استخراجها في مكان قريب وعبوات سبيكة الفضة المصنعة إلى عملات معدنية.
قامت المستعمرات البريطانية في القرن التاسع عشر ببناء المصانع ببساطة كمبان حيث تجمع عدد كبير من العمال لأداء الأعمال اليدوية، وعادة في إنتاج المنسوجات. وقد ثبت أن ذلك أكثر كفاءة لإدارة وتوزيع المواد على العمال الأفراد مقارنة بالطرق السابقة للتصنيع، مثل الصناعات المنزلية أو نظام التخلص التدريجي.
استخدمت مصانع القطن الاختراعات، مثل المحرك البخاري والقوة التي تلوح في الأفق، في تأسيس المصانع الصناعية في القرن التاسع عشر، حيث مكنت الآلات الدقيقة والأجزاء القابلة للاستبدال من تحقيق كفاءة أكبر ونفايات أقل. شكلت هذه التجربة الأساس للدراسات اللاحقة لهندسة التصنيع. بين 1820 و 1850، تحل المصانع غير الميكانيكية محل المتاجر الحرفية التقليدية باعتبارها الشكل السائد لمؤسسة التصنيع.
لقد أحدث هنري فورد ثورة في مفهوم المصنع وبالتالي هندسة التصنيع في أوائل القرن العشرين مع ابتكار الإنتاج الضخم. عمال متخصصون للغاية يقعون جنبا إلى جنب مع سلسلة من المنحدرات المتدحرجة لبناء منتج مثل (في حالة فورد) سيارة. وقد أدى هذا المفهوم إلى انخفاض تكاليف الإنتاج بشكل كبير بالنسبة لجميع السلع المصنعة تقريباً، كما أدى إلى ظهور عصر الاستهلاك.

## التطورات الحديثة

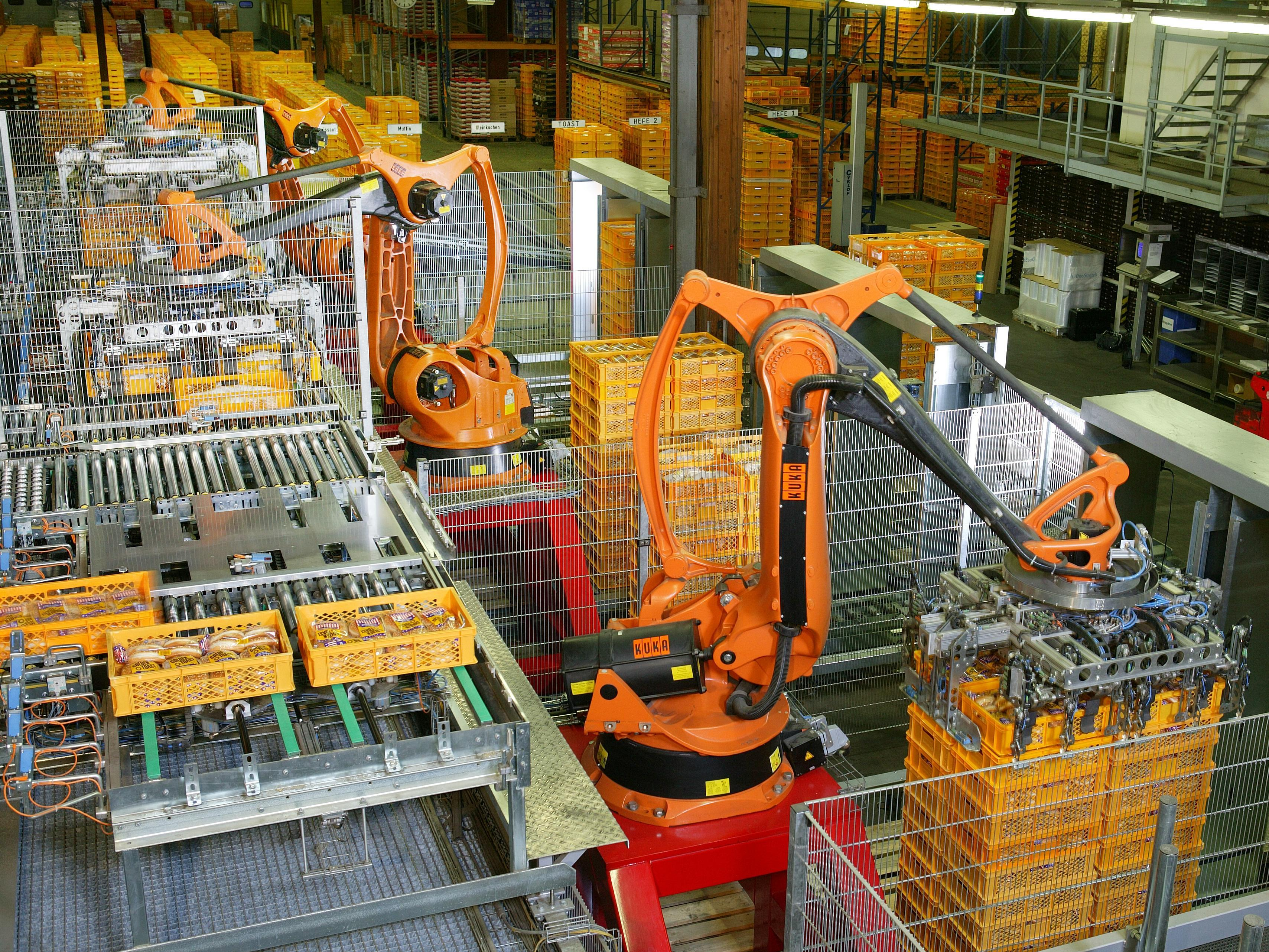

أدت القيود المالية، وتباطؤ في العضوية وعدم وضوح الفروق بين مختلف فروع الهندسة IProdE إلى دمج المقترحات في أواخر الثمانينات. كان للمهندسين الكهربائيين (IEE) مصالح قريبة جدا من تلك الخاصة بـ IProdE. كان التقييم الخارجي المستقل منظمة أكبر بكثير من IProdE وكان الاقتراح أنه ينبغي تمثيل IProdE كقسم متخصص في التقييم الخارجي المستقل. في حين كانت هذه المحادثات تؤتي ثمارها في عام 1991، غير IProdE اسمها إلى مؤسسة مهندسي التصنيع. وقد جرت دورة تدريبية مع التقييم الخارجي المستقل في نفس العام، مع وصول IMfgE إلى قسم التصنيع الجديد في التقييم الخارجي المستقل. انضم التقييم الخارجي المستقل إلى معهد المهندسين المدمجين (IIE) في مارس 2006 ليصبح IET.
تشمل دراسات الهندسة التصنيعية الحديثة جميع العمليات الوسيطة المطلوبة لإنتاج مكونات المنتج وتكاملها. تستخدم بعض الصناعات، مثل شركات تصنيع أشباه الموصلات والصلب، مصطلح «تصنيع» لهذه العمليات. يتم استخدام التشغيل الآلي في عمليات التصنيع المختلفة مثل الآلات واللحام. يشير التصنيع الآلي إلى تطبيق التشغيل الآلي لإنتاج السلع في المصنع. يتم تحقيق المزايا الرئيسية لعملية التصنيع الألي من خلال التنفيذ الفعال التشغيل الآلي وتشمل: الاتساق العالي والجودة، تقليل زمن القيادة، تبسيط الإنتاج، تقليل المناولة، تحسين تدفق العمل، تحسين معنويات العاملين.
الروبوتات هو تطبيق الميكاترونيك والأتمتة لإنشاء الروبوتات، والتي تستخدم في كثير من الأحيان في تصنيع لأداء المهام الخطرة، غير السارة، أو المتكررة. قد تكون هذه الروبوتات من أي شكل وحجم، ولكن جميعها مبرمجة مسبقا وتتفاعل جسديا مع العالم. لإنشاء روبوت، يوظف المهندس عادة الكينماتيكا (لتحديد نطاق الحركة في الروبوت) والميكانيكا (لتحديد الضغوط داخل الروبوت). تستخدم الروبوتات على نطاق واسع في هندسة التصنيع.
تسمح الروبوتات للشركات بتوفير المال على العمالة، أو القيام بمهمات شديدة الخطورة أو دقيقة للغاية بالنسبة للإنسان ليقوم بأداء اقتصادي، ولضمان جودة أفضل. توظف العديد من الشركات خطوط تجميع الروبوتات، وبعض المصانع يتم روبوتها بحيث يمكن تشغيلها بأنفسها. خارج المصنع، تم استخدام الروبوتات للتخلص من القنابل، واستكشاف الفضاء، والعديد من المجالات الأخرى. كما تباع الروبوتات لمختلف التطبيقات السكنية

## التعليم

### مهندسو التصنيع
يركز مهندسو التصنيع على تصميم وتطوير وتشغيل أنظمة الإنتاج المتكاملة للحصول على منتجات ذات جودة عالية وتنافسية اقتصادية. قد يشمل هذا النظام معدات مناولة المواد، وأدوات الآلات، والروبوتات، أو حتى أجهزة الكمبيوتر أو شبكات الكمبيوتر.

### المنهج
يتضمن المنهج التأسيسي للحصول على درجة البكالوريوس في هندسة التصنيع أو هندسة الإنتاج أدناه المنهج الدراسي المذكور. يرتبط هذا المنهج ارتباطًا وثيقًا بالهندسة الصناعية والهندسة الميكانيكية، ولكنه يختلف من خلال التركيز أكثر على علوم التصنيع أو علوم الإنتاج. ويشمل المجالات التالية:
- الرياضيات (حساب التفاضل والتكامل، المعادلات التفاضلية، الإحصاء والجبر الخطي)
- الميكانيكا (الإحصاء والديناميات)
- الميكانيكا الصلبة
- ميكانيكا الموائع
- علم المواد
- قوة المواد
- ديناميكا الموائع
- علم السوائل المتحركة
- علم الخصائص الميكانيكية
- HVAC (التدفئة والتهوية وتكييف الهواء)
- نقل الحرارة
- الديناميكا الحرارية التطبيقية
- تحويل الطاقة
- القياس
- الرسم الهندسي (الصياغة) والتصميم الهندسي
- الرسومات الهندسية
- تصميم الآلية بما يخص الكينماتيكية وديناميكيات
- عمليات التصنيع
- الميكاترونيك
- تحليل الدائرة
- صناعة هزيلة
- التشغيل الآلي
- الهندسة العكسية
- مراقبة الجودة[1]
- CAD (تصميم بمساعدة الكمبيوتر يتضمن نماذج صلبة) و CAM (التصنيع بمساعدة الكمبيوتر)[3] درجة في هندسة التصنيع تختلف عادة عن الهندسة الميكانيكية في عدد قليل من الطبقات المتخصصة. تركز درجات الهندسة الميكانيكية بشكل أكبر على عملية تصميم المنتج وعلى المنتجات المعقدة التي تتطلب المزيد من الخبرة الرياضية.

## شهادة الهندسة التصنيعية

### الشهادة والترخيص
في بعض البلدان، يُعرف مصطلح «مهندس محترف» بالمهندسين المسجلين أو المرخصين الذين يُسمح لهم بتقديم خدماتهم المهنية مباشرةً للجمهور. مهندس محترف، مختصر (PE - USA) أو (PEng - كندا)، هو تسمية الترخيص في أمريكا الشمالية. من أجل التأهل للحصول على هذا الترخيص، يحتاج المرشح للحصول على درجة البكالوريوس من جامعة معترف بها من ABET في الولايات المتحدة الأمريكية، ودرجة النجاح في امتحانات الولاية، وأربعة أعوام من الخبرة في العمل عادة ما يتم اكتسابها من خلال تدريب مهيكل. في الولايات المتحدة الأمريكية، لدى الخريجين الجدد خيار تقسيم عملية الترخيص هذه إلى جزأين. غالباً ما يتم اختبار أساسيات الهندسة (FE) مباشرة بعد التخرج، ويتم أخذ امتحان «الهندسة والمبادئ» بعد أربع سنوات من العمل في مجال الهندسة المختارة.
شهادات جمعية مهندسي التصنيع (SME) (الولايات المتحدة الأمريكية):
تقوم الشركات الصغيرة والمتوسطة بإدارة المؤهلات الخاصة بالقطاع الصناعي. هذه ليست مؤهلات مستوى درجة ولا يتم التعرف عليها على المستوى الهندسي المهني. تتناول المناقشة التالية المؤهلات في الولايات المتحدة الأمريكية فقط. يجب على المرشحين المؤهلين للحصول على شهادة تقني معتمد في التصنيع (CMfgT) اجتياز اختبار الاختيار من متعدد لمدة 130 سؤالًا. يغطي الاختبار الرياضيات وعمليات التصنيع وإدارة التصنيع والأتمتة والموضوعات ذات الصلة. بالإضافة إلى ذلك، يجب أن يكون لدى المرشح ما لا يقل عن أربع سنوات من الخبرة في مجال التعليم المشترك والتصنيع ذات الصلة.
مهندس التصنيع المعتمد (CMfgE) هو مؤهل هندسي تديره جمعية مهندسي التصنيع، ديربورن، ميشيغان، الولايات المتحدة الأمريكية. يجب على المرشحين المؤهلين للحصول على شهادة اعتماد مهندس معتمد اجتياز اختبار الاختيار من متعدد لمدة أربع ساعات و 180 سؤالًا والذي يغطي موضوعات أكثر عمقًا من اختبار CMfgT. يجب أن يحصل المرشحون من CMfgE على ثماني سنوات من الخبرة في مجال التعليم المشترك والتصنيع، مع خبرة لا تقل عن أربع سنوات في العمل. مدير هندسي معتمد (CEM). كما تم تصميم شهادة مدير الهندسة المعتمدة للمهندسين مع خبرة ثماني سنوات في مجال التعليم والتصنيع. الاختبار هو أربع ساعات طويلة ويحتوي على 160 سؤالاً من متعدد الخيارات. يغطي اختبار شهادة CEM عمليات الأعمال، والعمل الجماعي، والمسؤولية، والفئات الأخرى ذات الصلة بالإدارة.

## الأدوات الحديثة

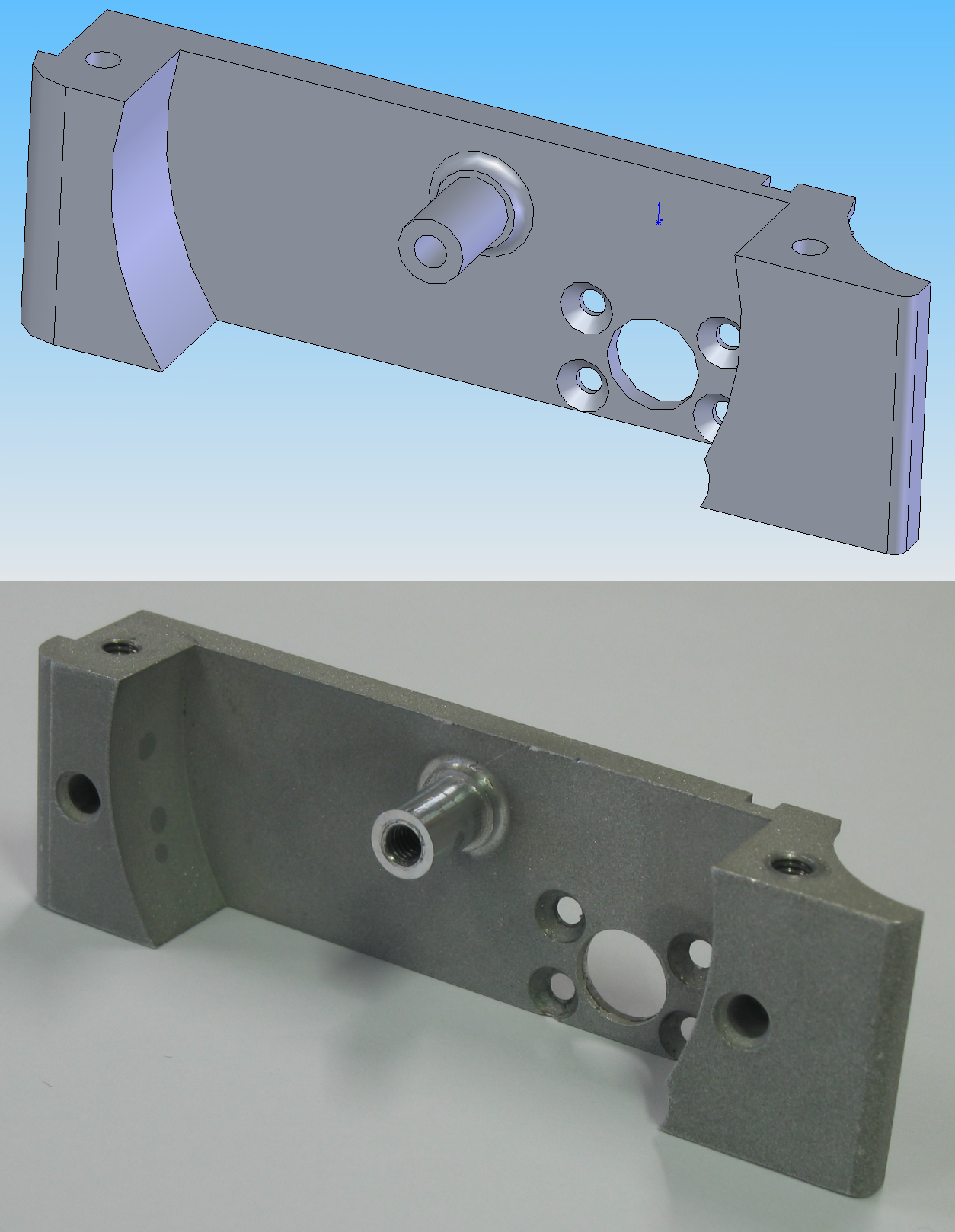

وقد بدأت العديد من شركات التصنيع، ولا سيما تلك الموجودة في الدول الصناعية، في دمج برامج الهندسة بمساعدة الكمبيوتر (CAE) في عمليات التصميم والتحليل الحالية، بما في ذلك التصميم ثنائي الأبعاد بمساعدة الكمبيوتر ثنائي الأبعاد وثلاثي الأبعاد (CAD). تتميز هذه الطريقة بالعديد من الفوائد، بما في ذلك التصور الأسهل والأكثر شمولية للمنتجات، والقدرة على إنشاء تجميعات افتراضية للأجزاء، وسهولة الاستخدام في تصميم واجهات التزاوج والتفاوتات.
تتضمن برامج CAE الأخرى التي يشيع استخدامها من قبل الشركات المصنعة للمنتوجات أدوات إدارة دورة حياة المنتج وأدوات التحليل المستخدمة لإجراء عمليات المحاكاة المعقدة. يمكن استخدام أدوات التحليل للتنبؤ باستجابة المنتج للأحمال المتوقعة، بما في ذلك عمر التعب وقابلية التصنيع. تتضمن هذه الأدوات تحليل العناصر المحدودة (FEA) وديناميكيات السوائل الحسابية (CFD) والتصنيع بمساعدة الكمبيوتر (CAM).
باستخدام برامج CAE ، يمكن لفريق التصميم الميكانيكي أن يقوم بسرعة وبتكلفة منخفضة بتجميع عملية التصميم لتطوير منتج يلبي بشكل أفضل التكلفة والأداء والقيود الأخرى. لا يلزم إنشاء نموذج أولي فعلي حتى يكتمل التصميم، مما يسمح بتقييم المئات أو الآلاف من التصميمات، بدلاً من عدد قليل نسبيًا. بالإضافة إلى ذلك، يمكن لبرامج تحليل CAE أن تشكل ظواهر فيزيائية معقدة لا يمكن حلها باليد، مثل التلامس المعقد بين أجزاء التزاوج، أو التدفقات غير النيوتونية.
ومثلما ترتبط هندسة التصنيع بالاختصاصات الأخرى، مثل الميكاترونيك، يتم أيضًا استخدام تحسين التصميم متعدد التخصصات (MDO) مع برامج CAE الأخرى لأتمتة وتحسين عملية التصميم التكراري. تلتف أدوات MDO حول عمليات CAE الحالية، مما يسمح باستمرار تقييم المنتج حتى بعد عودة المحلل إلى المنزل لهذا اليوم. كما أنها تستخدم خوارزميات تحسين متطورة لاستكشاف التصميمات الممكنة بشكل أكثر ذكاءً، وكثيراً ما تجد حلولاً أفضل ومبتكرة لمشاكل التصميم متعددة التخصصات الصعبة.

## Subdisciplines

### علم الميكانيكا
الميكانيكا، بالمعنى الأعم، هي دراسة القوى وتأثيراتها على المادة. عادة، يتم استخدام ميكانيكا الهندسة لتحليل والتنبؤ التسارع وتشوه (المرنة والبلاستيكية على حد سواء) من الكائنات تحت قوى معروفة (وتسمى أيضا الأحمال) أو الضغوط. تتضمن التخصصات الفرعية للميكانيك ما يلي:
دراسة الأجسام غير المتحركة تحت الأحمال المعروفة
ديناميكا (أو حركية)، دراسة كيفية تأثير القوى على الأجسام المتحركة ميكانيكا، دراسة كيفية تشوه المواد المختلفة تحت أنواع مختلفة من الإجهاد ميكانيكيا، دراسة كيفية تفاعل السوائل مع القوى، وهي طريقة لتطبيق الميكانيك التي تفترض أن الكائنات مستمرة (وليست منفصلة).

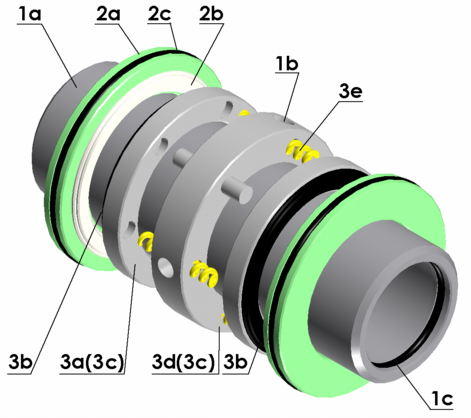

إذا كان المشروع الهندسي لتصميم سيارة، يمكن استخدام احصائيات لتصميم إطار السيارة من أجل تقييم أين ستكون الضغوط أشد. يمكن استخدام الديناميكيات عند تصميم محرك السيارة لتقييم القوى في المكابس والكاميرات أثناء دوران المحرك. يمكن استخدام ميكانيكا المواد لاختيار المواد المناسبة لتصنيع الإطار والمحرك. يمكن استخدام ميكانيكا المواقع لتصميم نظام تهوية للمركبة أو تصميم نظام السحب للمحرك.

### الكينماتيكا
علم الحركة هو دراسة حركة الأجسام (الأجسام) والأنظمة (مجموعات من الكائنات)، بينما يتجاهل القوى التي تسبب الحركة. إن حركة الرافعة وتذبذبات المكبس في المحرك هي أنظمة كينية بسيطة. الرافعة هي نوع من السلسلة الكينماتية المفتوحة، في حين أن المكبس هو جزء من وصلة مغلقة بأربعة أشرطة. يستخدم المهندسون عادة الكينماتيكا في تصميم الآليات وتحليلها. لإيجاد المدى المحتمل للحركة لآلية معينة، أو، العمل في الاتجاه العكسي، يمكن استخدامه لتصميم آلية لديها نطاق مرغوب من الحركة.

### صياغة
الصياغة أو الرسم الفني هي الوسيلة التي من خلالها يقوم المصنعون بإنشاء تعليمات لتصنيع الأجزاء. يمكن أن يكون الرسم الفني نموذجًا كمبيوترًا أو تخطيطًا مرسومًا يدويًا يظهر جميع الأبعاد اللازمة لتصنيع جزء، بالإضافة إلى ملاحظات التجميع وقائمة بالمواد المطلوبة والمعلومات الأخرى ذات الصلة. قد يُشار إلى مهندس في الولايات المتحدة أو عامل ماهر يبتكر الرسومات الفنية كمسؤول عن الصياغة أو رسام. لقد كانت عملية الصياغة تاريخياً عملية ثنائية الأبعاد، لكن برامج التصميم بمساعدة الكمبيوتر (CAD) تسمح للمصممين الآن بإنشاء ثلاثة أبعاد.
يجب إمداد التعليمات اللازمة لتصنيع جزء للآلات الضرورية، إما يدويًا، من خلال التعليمات المبرمجة، أو من خلال استخدام التصنيع بمساعدة الكمبيوتر (CAM) أو برنامج CAD / CAM المدمج. بشكل اختياري، قد يقوم أحد المهندسين أيضًا بتصنيع جزء يدويًا باستخدام الرسومات الفنية، ولكن هذا الأمر أصبح نادرًا بدرجة متزايدة مع ظهور التصنيع المتحكم فيه رقميًا (CNC). يقوم المهندسون في المقام الأول بتصنيع الأجزاء يدوياً في مناطق الطلاء بالرش المطبق والتشطيبات والعمليات الأخرى التي لا يمكن القيام بها اقتصاديًا أو عمليًا بواسطة الماكينة.
تستخدم الصياغة في كل التقسيمات الفرعية تقريبًا من الهندسة الميكانيكية والتصنيع، والعديد من الفروع الأخرى للهندسة والهندسة المعمارية. كما يتم استخدام النماذج ثلاثية الأبعاد التي تم إنشاؤها باستخدام برنامج CAD بشكل شائع في تحليل العناصر المحدودة (FEA) وديناميكيات السوائل الحسابية (CFD).
أدوات الماكينات وتصنيع المعادن:
يتضمن تعريف أدوات آلة تشكيل المعادن تشكيلة واسعة من الآلات التي لها قاسم مشترك أنها تعمل على تصنيع المنتجات أو القطع (عادةً معدنية ولكن ليس حصراً). نحن نطلق على آلة الأدوات الآلة الأم لأنها آلات تمكن إنتاج جميع الأجهزة الأخرى بما في ذلك أنفسهم.
ميزتها الخاصة هي أنها تعمل مجموعة كبيرة ومتنوعة من المواد، والمعادن على وجه الخصوص، لإنتاج الشكل المطلوب. وينطبق ذلك بالتساوي على الكرات الدقيقة لأقلام الحبر الكروية وصولاً إلى أكثر المكونات تعقيدًا في الطائرات والاقمار الصناعية. أدوات الآلات تصنع كل الكائنات الحية التي تجعل حياتنا سهلة.
هناك العديد من الحلول التقنية للحصول على شكل معين من قطعة معدنية. الإجراءات الأكثر شيوعا هي: قطع نمط من ورقة معدنية على سبيل المثال. التكنولوجيا المستخدمة تشمل أدوات القطع، laser، نفاثة المياه عالية الضغط ...

## التصنيع المتكامل للكمبيوتر
منذ عام 1970، كان هناك اتجاه متزايد في شركات التصنيع نحو استخدام أجهزة الكمبيوتر لأداء العديد من الوظائف المتعلقة بالتصميم والإنتاج. وتسمى التكنولوجيا المرتبطة بهذا الاتجاه CAD / CAM ،)التصميم بمساعدة الكمبيوتر والتصنيع بمساعدة الكمبيوتر (. واليوم، أصبح من المتعارف عليه على نطاق واسع أن نطاق تطبيقات الكمبيوتر يجب أن يمتد إلى ما بعد التصميم والإنتاج ليشمل وظائف العمل الخاصة بالشركة. الاسم الذي يطلق على هذا الاستخدام الأكثر شمولاً لأجهزة الكمبيوتر هو التصنيع المتكامل بالكمبيوتر (CIM).
يعتمد CAD / CAM (التصميم بمساعدة الكمبيوتر والتصنيع بمساعدة الكمبيوتر (، على قدرة نظام الكمبيوتر على معالجة وتخزين وعرض كميات كبيرة من البيانات التي تمثل مواصفات الجزء والمنتج.

## الميكاترونكس

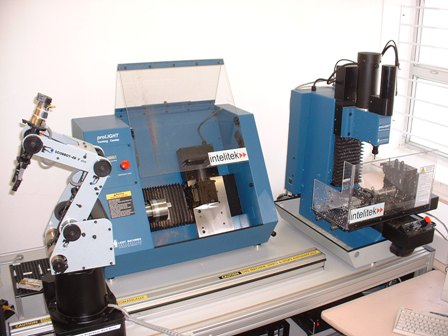

هو نظام هندسي يتعامل مع تقارب الأنظمة الكهربائية والميكانيكية والتصنيعية. تُعرف هذه الأنظمة المدمجة باسم الأنظمة الكهروميكانيكية وهي منتشرة على نطاق واسع. وتشمل الأمثلة على ذلك أنظمة التصنيع الآلي، وأنظمة التدفئة والتهوية وتكييف الهواء، والعديد من الطائرات وأنظمة المركبات الفرعية.
يستخدم مصطلح الميكاترونكس عادة للإشارة إلى الأنظمة العيانية، لكن المستقبليين توقعوا ظهور أجهزة كهروميكانيكية صغيرة جدا. وتستخدم هذه الأجهزة الصغيرة بالفعل، والمعروفة باسم الأنظمة الكهروميكانيكية الدقيقة (MEMS)، في السيارات لبدء نشر الوسائد الهوائية ، في أجهزة العرض الرقمية لإنشاء صور أكثر وضوحًا ، وفي طابعات inkjet لإنشاء فوهات للطباعة عالية الوضوح. في المستقبل من المتأمل أن يتم استخدام هذه الأجهزة في الأجهزة الطبية الصغيرة القابلة للزرع وتحسين الاتصال البصري.
هندسة الغزل والنسيج:
تتعامل دورات هندسة الغزل والنسيج مع تطبيق المبادئ العلمية والهندسية لتصميم ومراقبة جميع جوانب عمليات الألياف ، والمنسوجات ، والملابس ، والمنتجات ، والآلات. وتشمل هذه المواد الطبيعية والتي هي من صنع الإنسان ، وتفاعل المواد مع الآلات والسلامة والصحة ، والحفاظ على الطاقة ، ومكافحة النفايات والسيطرة على التلوث. بالإضافة إلى ذلك ، يتم إعطاء الطلاب خبرة في تصميم وتخطيط المصنع ، وتصميم وتطوير الماكينة والعمليات الرطبة ، وتصميم وإنشاء منتجات المنسوجات. خلال المناهج الدراسية للهندسة النسيجية ، يتلقى الطلاب فصولاً دراسية من الهندسة والتخصصات الأخرى بما في ذلك: الميكانيكية والكيميائية والمواد والهندسة الصناعية.
المواد المركبة المتقدمة:
المواد المركبة المتقدمة (الهندسة) (ACMs) تُعرف أيضًا بمركبات مصفوفة البوليمر المتقدمة. وتتميز هذه الخصائص بشكل عام بألياف عالية القوة غير عادية ذات صلابة عالية بشكل غير عادي ، أو معامل خصائص المرونة ، مقارنة بالمواد الأخرى ، في حين ترتبط ببعضها البعض بمصفوفات أضعف. تحتوي المواد المركبة المتقدمة على تطبيقات واسعة ومثبتة في قطاعات الطائرات والفضاء والمعدات الرياضية. وبشكل أكثر تحديدًا ، فإن ACM جذابة جدًا للأجزاء الهيكلية للطائرات والفضاء. تصنيع ACMs هو صناعة بمليارات الدولارات في جميع أنحاء العالم. وتتراوح المنتجات المركبة من ألواح التزلج إلى مكونات مكوك الفضاء. يمكن تقسيم الصناعة عموما إلى جزأين أساسيين ، المركبات الصناعية والمواد المركبة المتقدمة.

## توظيف
هندسة التصنيع هي مجرد جانب واحد من صناعة الصناعات الهندسية. يتمتع مهندسو التصنيع بتحسين عملية الإنتاج من البداية إلى النهاية. لديهم القدرة على الحفاظ على عملية الإنتاج بأكملها في الاعتبار لأنها تركز على جزء معين من العملية. يتم استلهام الطلاب الناجحين في برامج درجة الهندسة التصنيعية من فكرة البدء بمورد طبيعي ، مثل كتلة من الخشب ، وتنتهي بمنتج ذي قيمة ، مثل مكتب ، يتم إنتاجه بكفاءة واقتصاد.
يرتبط مهندسو التصنيع ارتباطًا وثيقًا بجهود التصميم الهندسي والصناعي. ومن بين الشركات الكبرى التي تستخدم مهندسي التصنيع في الولايات المتحدة ، شركة جنرال موتورز ، وشركة فورد موتور ، وكرايسلر ، وبوينغ، وغيتس كوربوريشن ، وشركة فايزر. تشمل الأمثلة في أوروبا إيرباص، دايملر ، بي أم دبليو ، فيات ، نافيستار إنترناشيونال ، وميشلان صور.
تشمل الصناعات التي يعمل فيها مهندسو التصنيع عمومًا ما يلي:
الطيران
السيارات
الكيميائية
الكمبيوتر
الأغذية
الملابس
صناعة الادوية
اللب والورق
اللعب
مراقبة
الكهرباء
الالكترونيات
البيئي
الأدوات
التصنيع

## أنظمة تصنيع مرنة

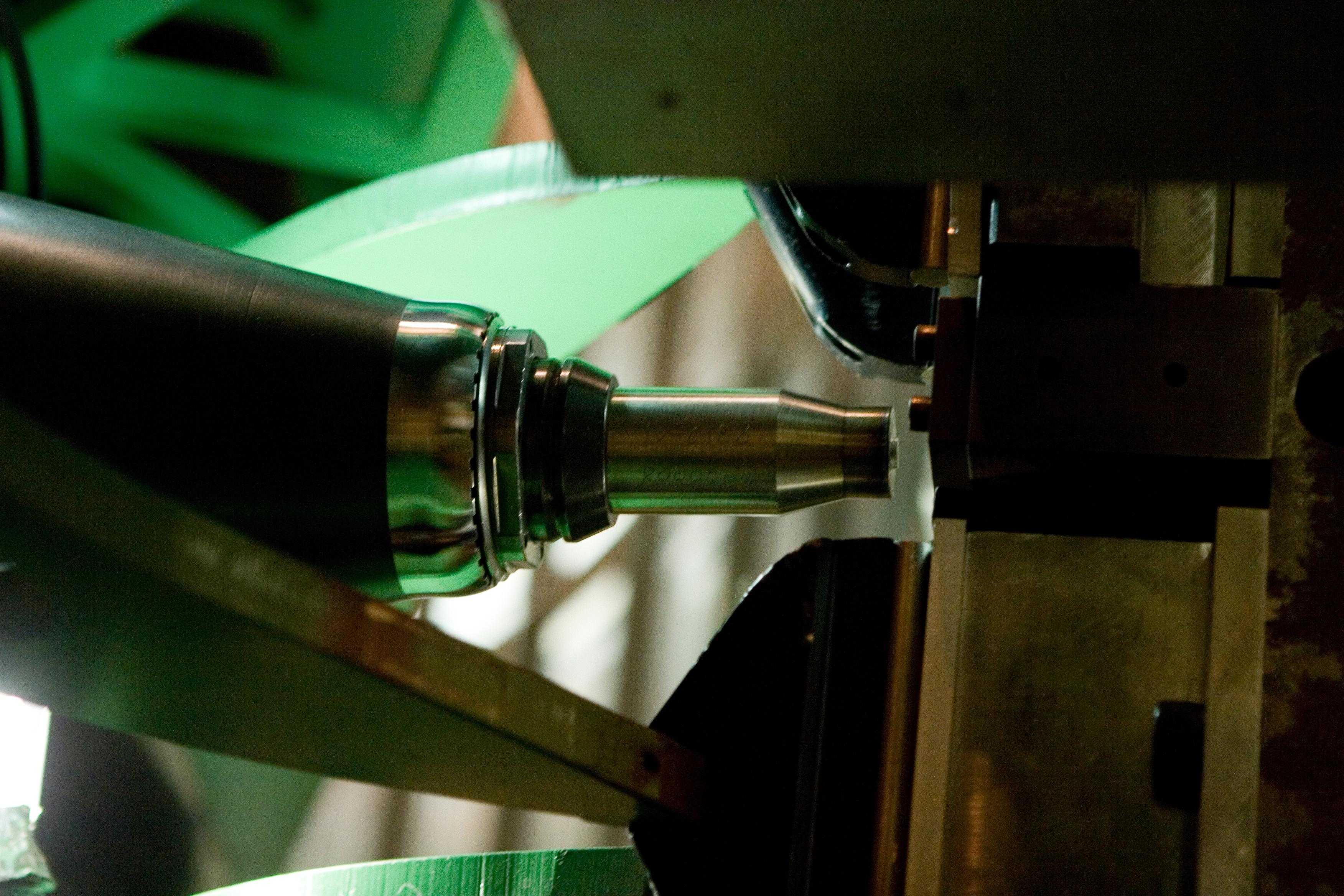

نظام التصنيع المرن (FMS)هو نظام تصنيع يحتوي على قدر من المرونة يسمح للنظام بالتفاعل مع التغييرات ، سواء كانت متوقعة أو غير متوقعة. تعتبر هذه المرونة عمومًا ضمن فئتين ، كلاهما يحتوي على فئات فرعية متعددة. تغطي الفئة الأولى ، مرونة الماكينة ، قدرة النظام على التغيير لإنتاج أنواع منتجات جديدة والقدرة على تغيير ترتيب العمليات المنفذة على جزء. أما الفئة الثانية ، والتي تسمى مرونة التوجيه ، فتتألف من القدرة على استخدام أجهزة متعددة لتنفيذ العملية نفسها من جانب ، فضلاً عن قدرة النظام على استيعاب التغييرات واسعة النطاق ، مثل الحجم أو السعة أو القدرة.
تتألف معظم أنظمة FMS من ثلاثة أنظمة رئيسية. يتم توصيل آلات العمل ، التي غالباً ما تكون آلات CNC الآلية ، عن طريق نظام مناولة المواد لتحسين تدفق الأجزاء ، ولحاسب التحكم المركزي ، الذي يتحكم في حركات المواد وتدفق الماكينة. تتمثل المزايا الرئيسية لشركة FMS في مرونتها العالية في إدارة موارد التصنيع مثل الوقت والجهد من أجل تصنيع منتج جديد. تم العثور على أفضل تطبيق ل FMS في إنتاج مجموعات صغيرة من المنتجات من الإنتاج الضخم.
الاحتكاك يحدث لحام:
تم اكتشاف اللحام بالاحتكاك في عام 1991 من قبل معهد اللحام (TWI). يندمج هذا الأسلوب المبتكر للحام المستقر (غير الاندماجي) مع مواد غير قابلة للحام سابقًا ، بما في ذلك العديد من سبائك الألومنيوم. قد تلعب دورا هاما في البناء المستقبلي للطائرات ، يحتمل أن يحل محل المسامير. وتشمل الاستخدامات الحالية لهذه التكنولوجيا حتى الآن ما يلي: اللحام بالدروع الخارجية للدبابات الخارجية لمكبس الفضاء الخارجي للألمنيوم ، ومقالة اختبار مركبات أوريون كرو ، وبوينغ دلتا 2، ودلتا فورث أنفندابل سبارت المركبات ، وصاروخ سبيس إكس فالكون 1 ؛ تصفيح الدروع للسفن الهجومية البرمائية ؛ وتلحيم الأجنحة وأجنحة الطائرة من طائرة Eclipse 500 الجديدة من Eclipse Aviation ، ضمن مجموعة متزايدة الاستخدامات.
المجالات الأخرى للبحث هي: تصميم المنتجات، MEMS (أنظمة كهروميكانيكية صغيرة)، التصنيع الضعيف ، أنظمة التصنيع الذكية ، التصنيع الأخضر ، هندسة الدقة ، المواد الذكية ، إلخ.